# Palazzo Brunaccini
Il Palazzo Brunaccini o Palazzo della Congregazione è stato un palazzo della città di Messina, opera di Matteo de Maria del 1810, distrutto dal terremoto del 1908.

## Profilo e storia dell'Architettura
Primitivo Palazzo dei Principi Brunaccini di San Teodoro.
Originariamente edificato nel 1471 dal proprietario Giovanni Salimbene, marchese e barone della Scaletta.
Acquistato nel 1683 da don Diego Brunaccini e nel '700 passava a Giuseppe Brunaccini, principe di San Teodoro. La Galleria presentava pregevoli dipinti dei migliori artisti messinesi come Filippo Giannetto, del monrealese Pietro Novelli, e di svariati pittori stranieri.
Nel 1786 iniziava la ricostruzione dell'edificio a seguito dei danni del terremoto della Calabria meridionale del 1783, in parte modificato dall'architetto sacerdote don Gaetano Di Maria. I lavori ancora erano in corso mentre Johann Wolfgang von Goethe visitava Messina, tappa iniziale del Grand Tour siciliano, accompagnato dal console tedesco e dal pittore e disegnatore Christoph Heinrich Kniep.
È riconoscibile dal prospetto a due ordini, con forte risalto del portale fiancheggiato da colonne e sormontato da un balcone. Su di una porta che conduce al giardino, aperta in questa muraglia, si trova il mezzo busto in marmo con epitaffio di D. Diego Brunaccini, lettore di diritto feudale nell'Ateneo, insigne giurista, primo principe di San Teodoro.

## Galleria d'immagini

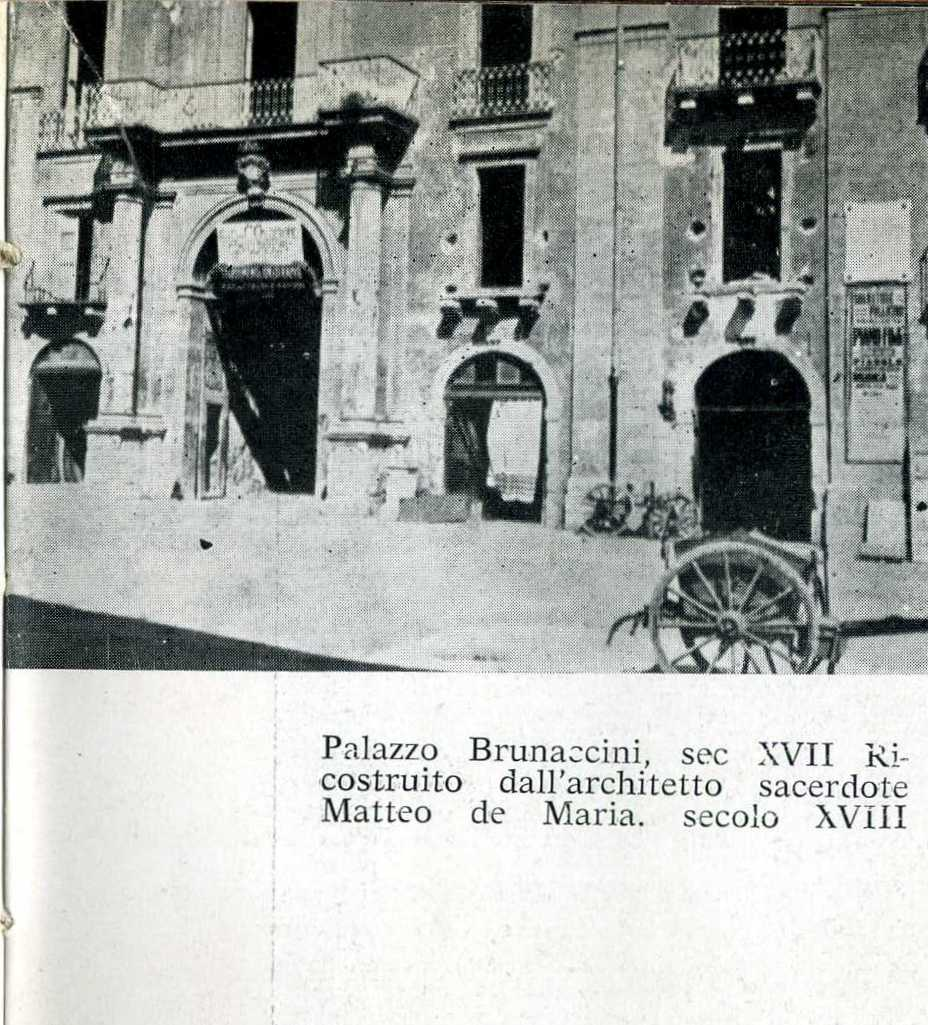
Palazzo Brunaccini